# Apocephalus occidentalis
Apocephalus occidentalis är en tvåvingeart som beskrevs av Brown 1997. Apocephalus occidentalis ingår i släktet Apocephalus och familjen puckelflugor. Inga underarter finns listade i Catalogue of Life.